# Белмон сир Вер
Белмон сир Вер (фр. Belmont-sur-Vair) насеље је и општина у североисточној Француској у региону Лорена, у департману Вогези која припада префектури Нефшато.
По подацима из 2011. године у општини је живело 109 становника, а густина насељености је износила 17,67 становника/km². Општина се простире на површини од 6,17 km². Налази се на средњој надморској висини од 360 метара (максималној 429 m, а минималној 317 m).

## Демографија
| 1962. | 1968. | 1975. | 1982. | 1990. | 1999. | 2011. |
| ----- | ----- | ----- | ----- | ----- | ----- | ----- |
| 134   | 124   | 131   | 172   | 155   | 120   | 109   |

График промене броја становника у току последњих година